# リッシン
リッシンとは、あおぞら銀行が発行する利付金融債である。正式名称「ろ あおぞら債券」。

## 概要
2006年4月のあおぞら銀行普銀化に伴い、現在は特例で発行されている。2011年9月後半債までの販売となる。
旧日本不動産銀行（旧日債銀の前身）が金融債として最初に売り出した「リツキフドー」が前身で、日債銀に行名変更後に現在の名称になった。
マネーローンダリング対策のため、現在は保護預かり専用となっている。なお、預金保険の保護対象外となっている。
また、償還期限までの5年の間、購入から半年ごとに利息が入ってくるのが特徴（リッシンワイドは、償還時に利息一括支払である）。